# Pouteria hispida
Pouteria hispida är en tvåhjärtbladig växtart som beskrevs av Pierre Joseph Eyma. Pouteria hispida ingår i släktet Pouteria och familjen Sapotaceae. Inga underarter finns listade i Catalogue of Life.